# 연애의 맛 (영화)
《연애의 맛》은 2015년 5월 7일에 개봉한 대한민국의 영화이다.

## 캐스팅
- 오지호 : 왕성기 역
- 강예원 : 길신설 역
- 하주희 : 맹인영 역
- 홍이주 : 안공주 역
- 최령 : 강현민 역
- 노치만 : 신민준 역
- 강지원 : 주은희 역
- 황현희 : 간호사 역
- 지윤호 : 공주 남고딩 역
- 길은혜 : 성기 옛 애인 역
- 김영직 : 부동산 중개인 역
- 신나라 : 의사 모임 동료 의사 역
- 김리원 : 현민 약혼녀 역
- 최승윤 : 과거 분만실 의사 역
- 이현웅 : 맞선 교수 역
- 박지환 : 과거 의과 선배 역
- 이혜란 : 산부인과 간호사 역
- 이효정 : 신설 부 역 (우정출연)
- 홍여진 : 신설 모 역 (우정출연)
- 김민교 : 사진 작가 역 (우정출연)
- 오민석 : 에필로그 훈남 역 (우정출연)
- 홍석천 : 정신과 의사 역 (우정출연)
- 김창렬 : 신설 맞선남 역 (우정출연)
- 한성식 : 김영철 역 (우정출연)
- 최국 : 대리기사 역 (우정출연)
- 김재만 : 전립선 맛사지 역 (우정출연)
- 김경진 : 인영 BMW 남 역 (우정출연)
- 손광업 : 2단3단 남 역 (우정출연)
- 김명숙 : 아나운서 역 (우정출연)
- 차태현 : 1박 2일 남 역 (우정출연)[1]